# Врсте предузећа по државама
С обзиром да је предузеће основни субјект привређивања на коме почива привредни и целокупни друштвени развој, од изузетног значаја су његов организациони и циљни аспект.

## Аустрија
- AG (  — „акционарско друштво”)
- GmbH (  — „друштво са ограниченом одговорношћу”)
- KG (  — „командитно друштво”)
- OHG (  — „генерално друштво”)

## Босна и Херцеговина
- d. d. (dioničko društvo)
- d. n. o. (društvo s neograničenom solidarnom odgovornošću)
- d. o. o. (društvo s ograničenom odgovornošću)
- k. d. (komanditno društvo)
- a. d. (akcionarsko društvo)

## Бугарска
- АД
- АДСИЦ (буг. Акционерно Дружество със Специална Инвестиционна Цел)
- ЕАД
- ЕООД
- ET
- ООД
- КД
- КДА
- СД

## Грчка
- A.E.
- E.E.
- Ε.Π.Ε.
- M.Ε.Π.Ε.
- O.E.

## Италија
- S.a.p.a (итал. Società in accomandita per azioni)
- S.a.s (итал. Società in accomandita semplice)
- S.n.c. (итал. Società in nome collettivo)
- S.p.A. (итал. Società per Azioni)
- S.r.l., Srl, S.R.L.

## Мађарска
- bt.
- nyrt. (мађ. nyilvánosan működő részvénytársaság)
- kft.
- kkt.
- kv.
- zrt.

## Немачка
- AG ≈ а. д.
- GmbH ≈ д. о. о.
- KG
- GmbH & Co. KG
- KGaA
- OHG
- GbR
- PartG
- e.G.

## Румунија
- S.A.
- s.c.a. (рум. societate în comandită pe acţiuni)
- s.c.s. (рум. societate în comandită simplă)
- s.n.c. (рум. societate în nume colectiv)
- S.R.L.

## Русија
- AHO
- ГП, ГУП (рус. государственное унитарное предприятие)
- ИП
- OAO
- OOO
- ПК
- ЗАО

## Северна Македонија
- А. Д. (мкд. Акционерско Друштво)
- Д. О. О (мкд. Друштво со Ограничена Одговорност)
- Д.О.О.Е.Л. (мкд. Друштво со Ограничена Одговорност основано од Едно Лице)
- К.Д. ≈ к. д.
- К.Д.А. (мкд. Командитно Друштво со Акции)
- Ј.Т.Д. (мкд. Јавно Трговско Друштво)

## Сједињене Америчке Државе
- Corp., Inc. (енгл.  — „акционарско друштво”)
- General partnership
- LLC, LC, Ltd. Co. (енгл.  — „друштво са ограниченом одговорношћу”)
- LLLP (енгл.  — „ограничено ортачко друштво са ограниченом одговорношћу”)
- LLP (енгл.  — „ортачко друштво са ограниченом одговорношћу”)
- LP (енгл.  — „ограничено ортачко друштво”)
- PLLC (енгл.  — „професионално предузеће са ограниченом одговорношћу”)
- Professional corporations (PC or P.C.)
- Sole proprietorship

## Словенија
- d. d. (словен.  — „деоничко друштво”)
- d. o. o. (словен.  — „друштво са ограниченом одговорношћу”)

## Србија
- ј. п. (јавно предузеће)
- а. д. (акционарско друштво)
- д. о. о. (друштво са ограниченом одговорношћу)
- к. д. (командитно друштво)
- о. д. (ортачко друштво)

## Уједињено Краљевство
- CIC
- Company limited by guarantee
- Cooperative
- General partnership
- LLP
- LP
- Ltd.
- PLC
- Sole trader
- Unlimited company

## Хрватска
- d. d.
- d. o. o.
- javno trgovačko društvo
- komanditno društvo

## Чешка
- s. r. o (чеш.  — „друштво са ограниченом одговорношћу”)
- a. s. (чеш.  — „акционарско друштво”)
- v. o. s. (чеш.  — „јавно предузеће”)
- k. s. (чеш.  — „командитно друштво”)

## Шпанија
- S.A.
- S.L.
- S.L.L. (шп. Sociedad Limitada Laboral)
- S.L.N.E. (шп. Sociedad Limitada Nueva Empresa)